# أوكل
أوكل (بالفرنسية: Uccle، IPA: ‎fr‏) أو أوكل (بالهولندية: Ukkel، ‎nl‏) هي واحدة من البلديات الـ 19 في منطقة بروكسل العاصمة، بلجيكا. تقع في الجزء الجنوبي من المنطقة، وتحدها مدينة بروكسل، فورست، إيكسيل، وواترمال بويتسفورت، وكذلك بلديات فلاندرز: دروغنبوس، لينكبيك، وسانت جينيس رود. تتميز أوكل بأنها ثنائية اللغة قانونياً (فرنسية-هولندية) كبقية بلديات بروكسل.
إعتبارًا من 1 يناير 2022 كان عدد سكان البلدية 85,099 نسمة. تمتد على مساحة 22.87 كم²، مما يعطيها كثافة سكانية تبلغ 3720 نسمة/كم²، وهي نصف معدل بروكسل. تعتبر المنطقة عامةً من المناطق الراقية وتشتهر بمجتمعها من المهاجرين الفرنسيين.

## التاريخ

### الأصول والعصور الوسطى
وفقًا للأسطورة، تم تدشين كنيسة سانت بيتر في أوكل على يد البابا ليون الثالث عام 803، بحضور شارلمان والأسقف جيربالد أسقف لييج. خلال القرون التالية، بنت عائلات نبيلة عدة قصورًا وأقامت فيها. ويرجع أول ذكر لاسم "وولفندال" إلى عام 1209، وهو الاسم الذي تطور إلى "ولفيندال". في عام 1467، أسست إيزابيلا من البرتغال، زوجة فيليب الطيب دوق بورغندي، ديرًا فرنسيسكانيًا على أرض أوكل. لاحقًا، أصبحت أوكل العاصمة القضائية للمنطقة التي تشمل بروكسل. على الرغم من ذلك، احتفظت القرية بطابعها الريفي خلال المراحل الأولى من تاريخها واعتمدت بشكل أساسي على منتجات الغابات والزراعة.

### سيادة ستالي
كانت مساحة كبيرة من أراضي أوكل الحديثة جزءًا من سيادة ستالي (Seigneurie)، إضافة إلى القرية القديمة في أوكل وإقطاعية كارلو (Carloo).
كان أول أسياد ستالي (القضاة الأعلى) هم:

- هنري دي ستالي، فارس (توفي قبل 1357)
- فلوران دي ستالي، ابنه وعمدة بروكسل في 1319 وفارس. تزوج السيدة أليد.
- فلوران دي ستالي، فارس وعمدة بروكسل في 1357، وعضو في سبع منازل نبيلة في بروكسل. كان هو، مع شقيقه دانيال، من أسسوا كنيسة ستالي ومنحوها أراضٍ.
تشمل التبعيات الإقطاعية لسيادة ستالي إقطاعية أوفراهيم وإقطاعية روتيرت. كانت إقطاعية أوفراهيم تقع بين ديويج وستالي، وتضم قصرًا وطاحونة تُعرف بـ "كليبمولن" وغابات ومراعي. وفي عام 1465، حصلت مارغريت هينكارت، زوجة لويس دي ميلي، على ضم هذه الإقطاعية إلى سيادة ستالي. بينما كانت إقطاعية روتيرت تقع في نييرستالي، بمساحة تقدر بحوالي 39.78 فدانًا من الأراضي والمروج، وتضم قصر روتيرت.

### من القرن الثامن عشر حتى اليوم

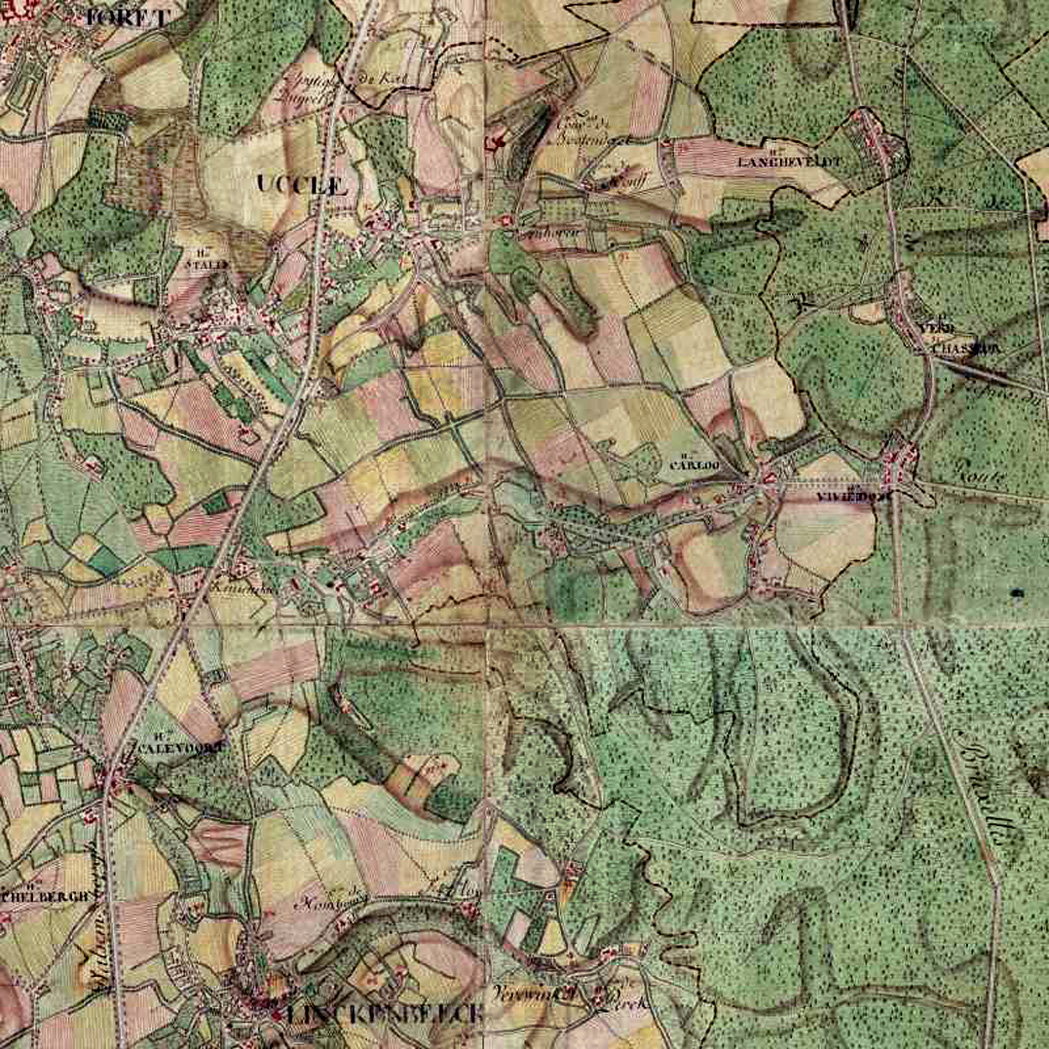
قرية أوكل كما هي موضحة على خريطة فيراريس من القرن الثامن عشر

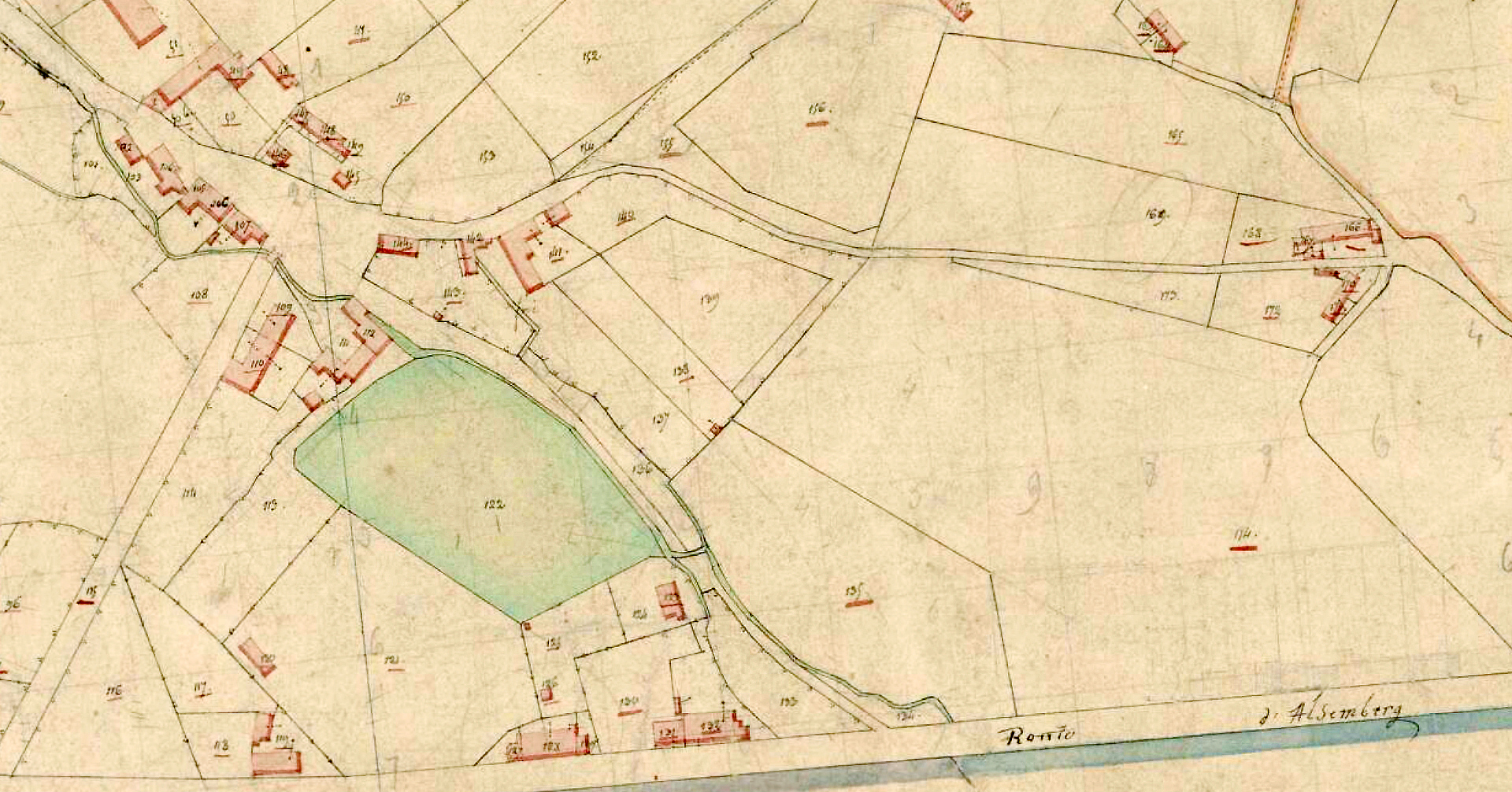
أوكل، حوالي 1830

في نهاية القرن الثامن عشر، وبعد الثورة الفرنسية بسنوات قليلة، اندمجت أوكل مع المناطق المجاورة لتصبح بلدية، بوجود رئيس بلدية ومجلس بلدي خاص بها. ومع ذلك، لم يُسمح ببناء أول قاعة بلدية حتى عام 1828 من قِبَل السلطات الهولندية. كانت هذه فترة من الازدهار والنمو الاقتصادي، الذي حفزته القرب من الطريقين الرئيسيين اللذين يربطان بروكسل بالجنوب الصناعي. تم بناء قاعة بلدية جديدة وأكبر بين عامي 1872 و1882. كان المصرفي والمحسن جورج بروغمان أساسيًا في عملية التحضر للبلدية في أواخر القرن التاسع عشر. في أوائل القرن العشرين، قدّم ميشيل فان جيلدر سلالة جديدة من الدجاج، تُعرف بدجاجة "دي أوكل"، نسبةً إلى المدينة. على الرغم من التسارع في البناء في أوائل القرن العشرين، إلا أن أوكل نجحت في الحفاظ على عدد من مساحاتها الخضراء، مما جذب العديد من سكان بروكسل الأثرياء.
تقع أوكل إلى ما بعد فورست وإيكسل وعلى أطراف غابة سونيان، وهي أكبر وأقصى بلديات بروكسل الجنوبية. تعتبر الفيلات الكبيرة من القرنين التاسع عشر والعشرين ذات الحدائق الواسعة من العناصر التي تجعل هذا الحي الهادئ الأخضر مفضلًا للمغتربين الأثرياء، مع التركيز على المنطقة ذات الطراز آرت ديكو المحيطة بالمرصد الملكي البلجيكي وأطراف غابة سونيان، التي تعتبر العناوين الأكثر جاذبية.

## المواقع الرئيسية
تُعتبر أوكل منطقة سكنية في الأساس، لكنها تحتوي على العديد من الحدائق والمناطق المشجرة، مثل حديقة وولفينديل وغابات فيريوينكل. تقع وولفينديل في موقع قلعة بُنيت عام 1763 وامتلكها عدد من الأرستقراطيين البارزين في القرنين الثامن عشر والتاسع عشر. وتقع البلدة بجوار غابة كامبر، ويعد ميدان سانت جوب (Place de Saint-Job) والمنطقة القريبة من كنيسة القديس بطرس والمجلس البلدي من الأحياء القديمة التي تملأها المتاجر والحانات.
أوكل هي موقع محطة الأرصاد الجوية الوطنية البلجيكية، المعروفة باسم "المعهد الملكي للأرصاد الجوية". وتستند معظم المعلومات المتعلقة بالطقس في بلجيكا إلى الإحصاءات المسجلة هناك، باستثناء الحالات الخاصة بمناطق معينة. كما يقع بالقرب من المعهد "المرصد الملكي البلجيكي".
تتضمن المعالم الأخرى المثيرة للاهتمام:
- مقبرة أوكل، المعروفة أيضًا بمقبرة ديويج، أنشئت إثر تفشي وباء الكوليرا في بروكسل عام 1866. رغم توقف الدفن بها عام 1958، إلا أن قبر هرجيه، مبتكر سلسلة "مغامرات تان تان" الذي توفي عام 1983، يوجد هناك.[8]
- فيلا بلومينويرف، وهي فيلا على الطراز آرت نوفو، بنيت عام 1895 بواسطة المعماري هنري فان دي فيلد كأول مسكن خاص له.[9]
- قصر لا فوغيريه، بُني عام 1911 لصالح الصناعي بول ويتوك من قبل المعماريين لويس سو وبول هويلارد، وزيّنه غوستاف لويس جولمس.
- متحف وحدائق فان بورين، منزل خاص سابق يحتوي على حدائق واسعة، تم تحويله إلى متحف وحديقة، بني بين 1924 و1928 على طراز آرت ديكو لصالح المصرفي وجامع الفنون ديفيد فان بورين وزوجته أليس.[10]
- نيمو 33، ثاني أعمق مسبح داخلي في العالم.[11]

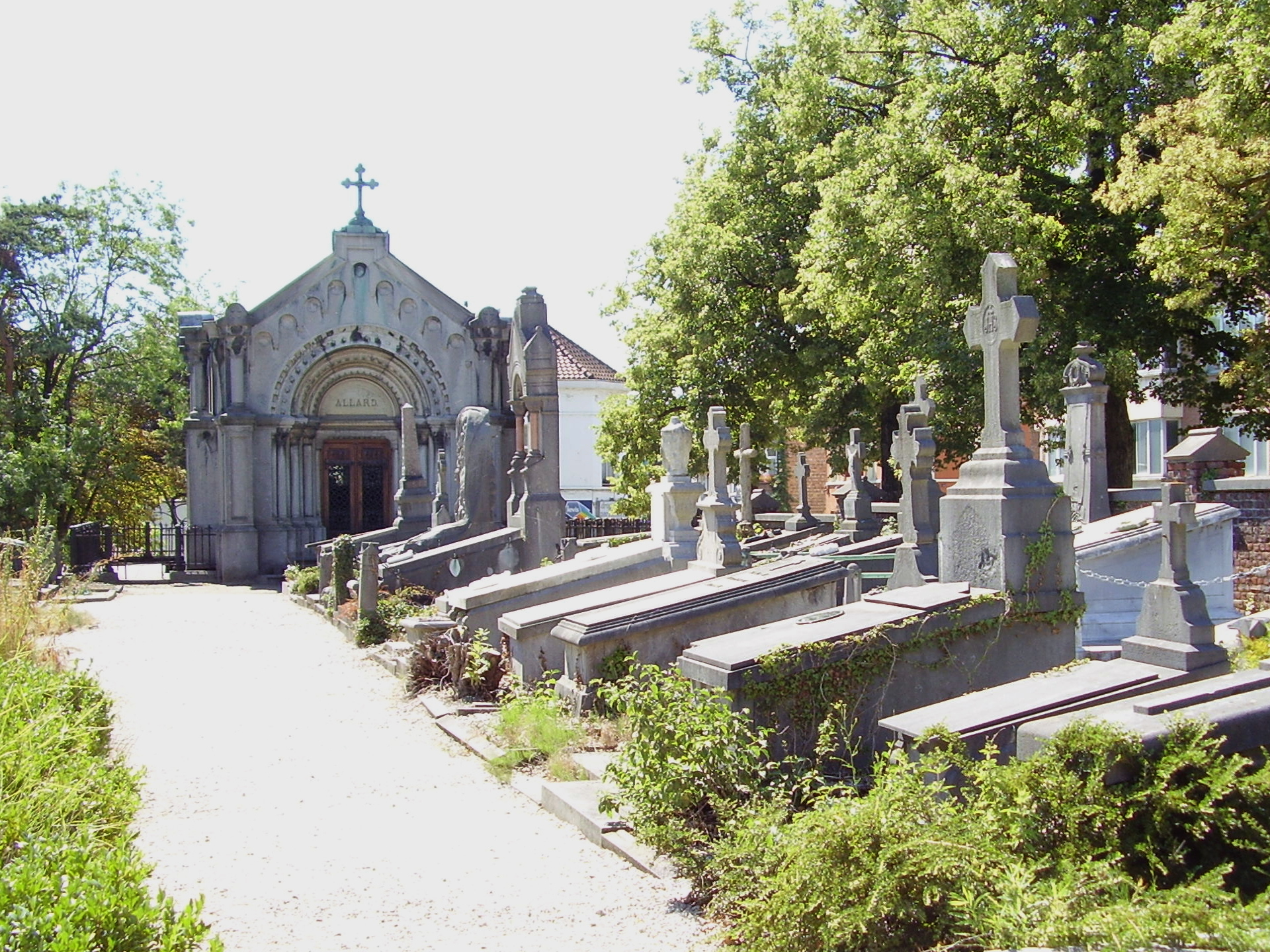
مقبرة أوكل
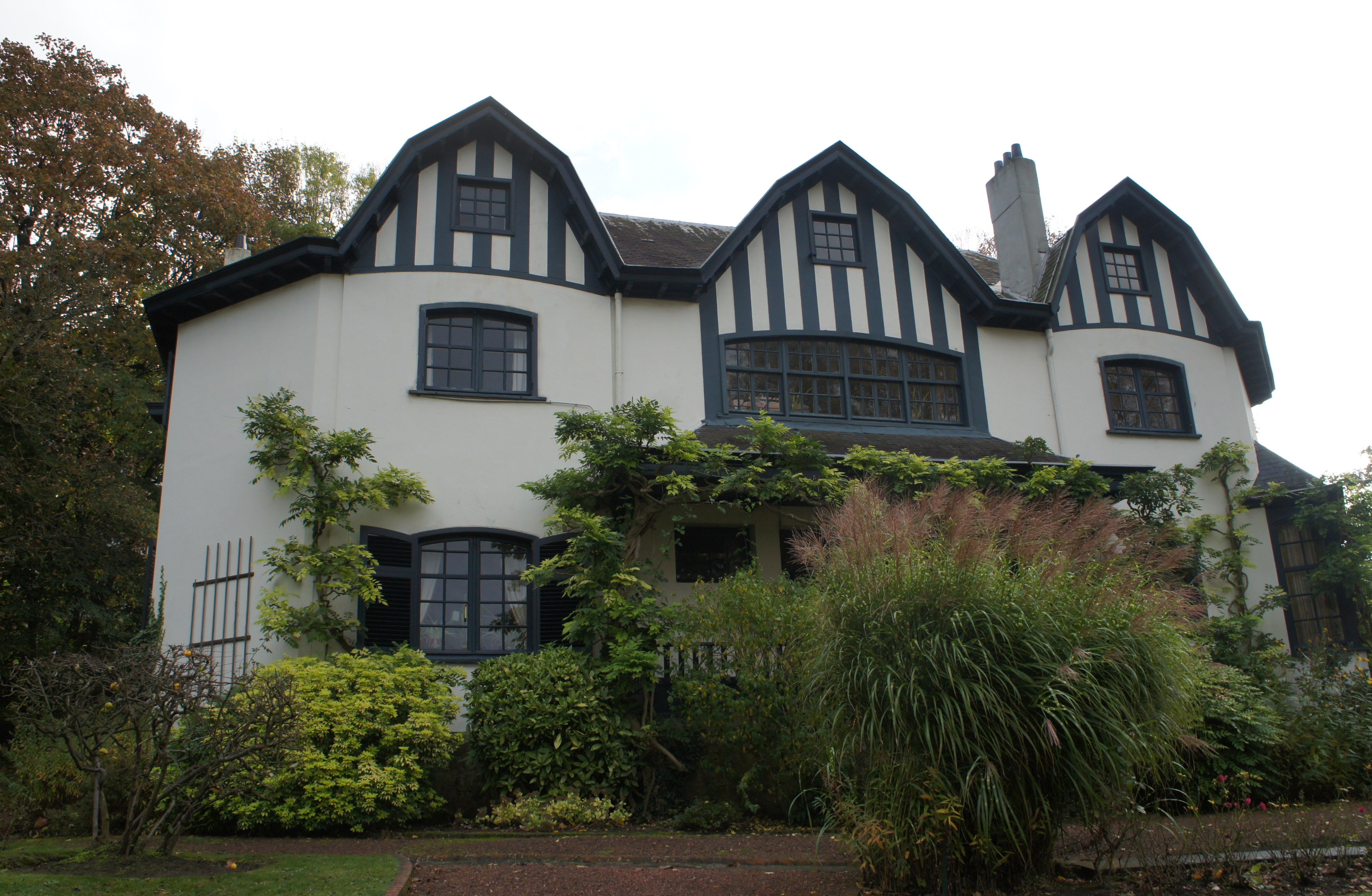
فيلا بلومينويرف
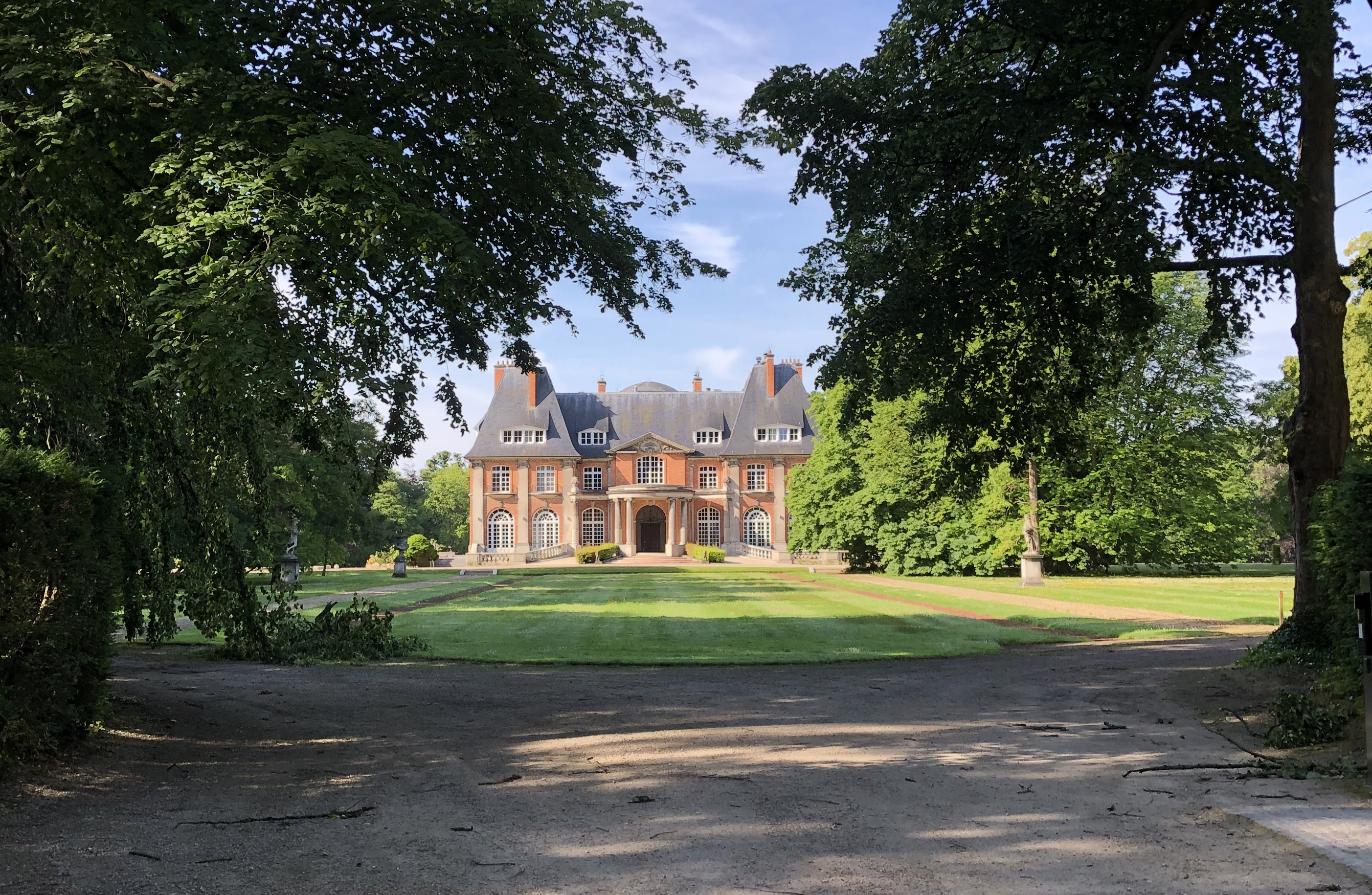
قصر لا فوغيريه
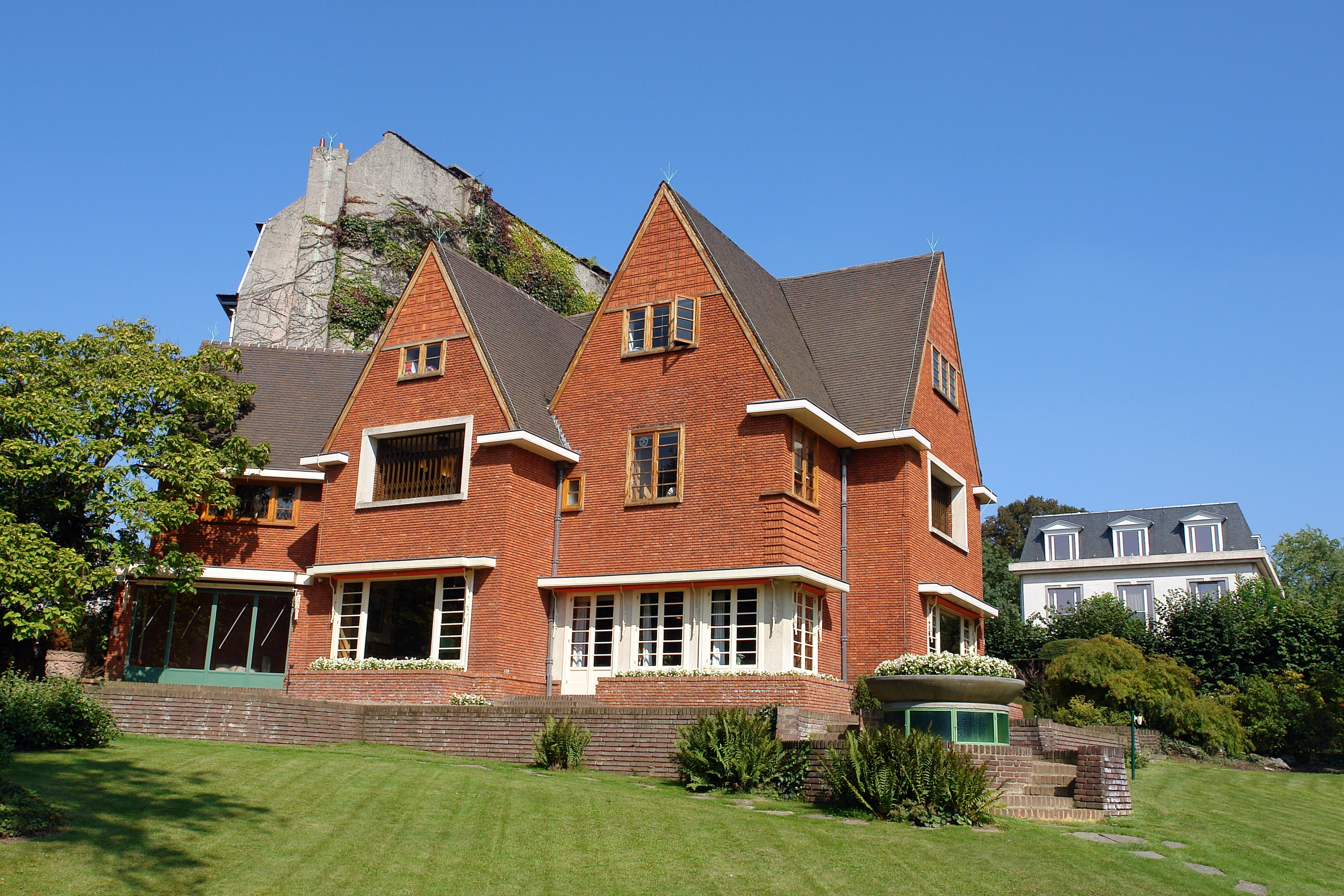
متحف وحدائق فان بورين

## التعليم

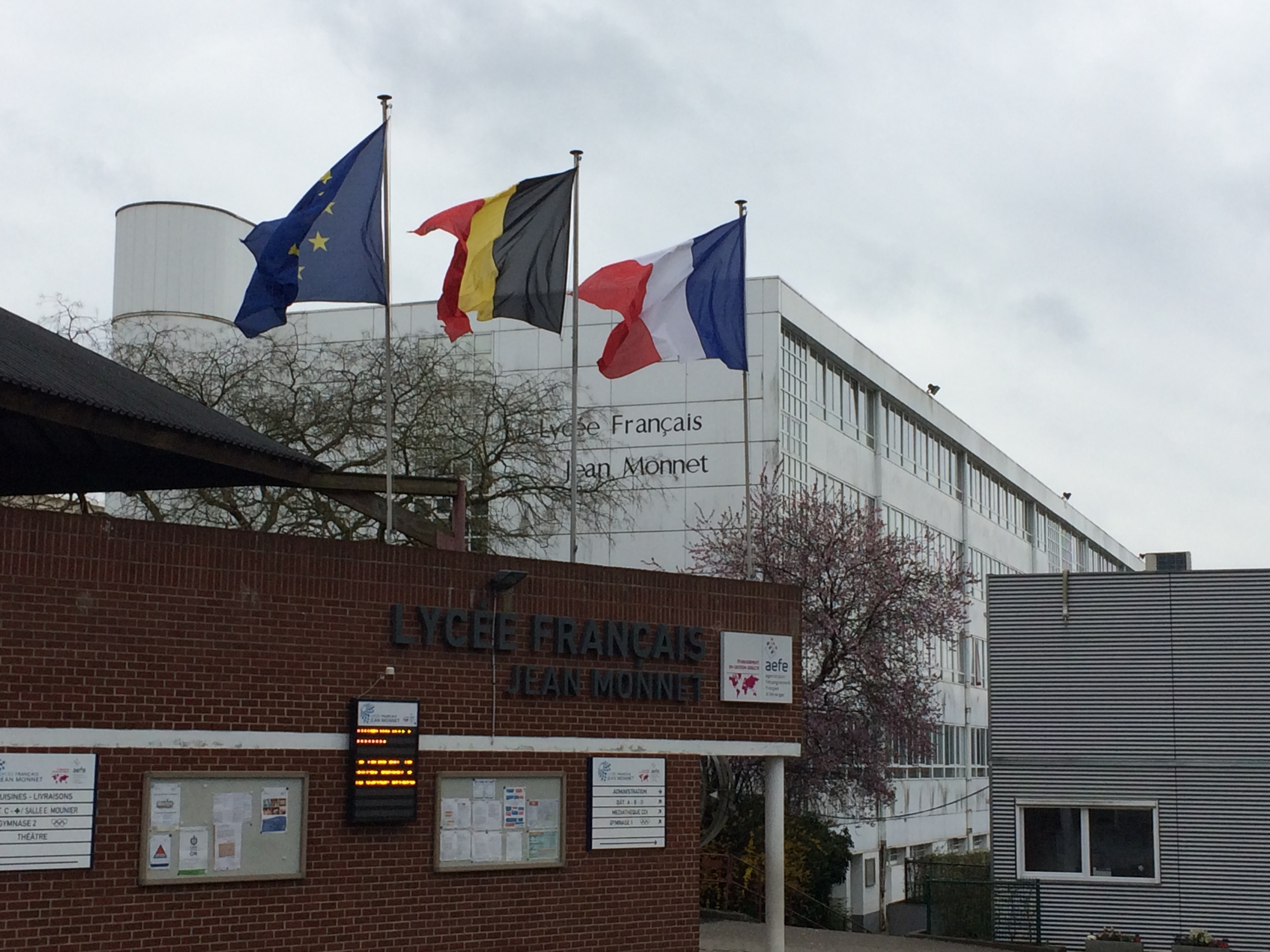
ليسيه جان مونيه الفرنسي

يتوجه غالبية الطلاب في أوكل الذين تتراوح أعمارهم بين 3 و18 عامًا إلى المدارس التي تنظمها المجتمع الناطق بالفرنسية أو المجتمع الفلمنكي. ومن المدارس الأخرى:
- المدرسة الأوروبية، بروكسل I
- ليسيه جان مونيه الفرنسي
- كلية سانت بيير، التي تأسست في عام 1905 على يد الكاردينال بيير لامبرت غوسينز

## سكان بارزون
- آرماند أبيل (1903–1973)، أكاديمي وباحث في الإسلام
- سالفاتور أدامو (مواليد 1943)، مغني، كاتب أغاني، شاعر، وروائي
- جان أميه (هانز ماير) (1912–1978)، كاتب ومقالاتي
- ساندرين بلانك (مواليد 1978)، ممثلة
- سيدريك بلانبان (مواليد 1970)، أكاديمي وباحث
- ديدريك بوياتا، لاعب كرة القدم
- ليتيشيا دارشي (مواليد 1991)، عارضة أزياء
- روجر دي كوستر (مواليد 1944)، متسابق موتوكروس محترف
- ماكسيم دي زيو (مواليد 1987)، لاعب كرة السلة في فريق هبوعيل حولون في الدوري الإسرائيلي الممتاز لكرة السلة
- جاكو فان دورميل (مواليد 1957)، مخرج سينمائي
- جيف دوتيو (1876–1960)، رسام انطباعي
- إم سي إيشر (1898–1972)، رسام فن الخط هولندي
- لارا فابيان (مواليد 1970)، مغنية وكاتبة أغاني
- جان-ميشيل فولون (1934–2005)، فنان، رسام، ونحات
- إيزابيل غاتي دي جاموند، تربوية، نسوية، وسياسية (1839–1905)
- مارتن غراي (ناجي من الهولوكوست) (1922–2016)، ناجٍ من غيتو وارسو والهولوكوست، وكاتب
- بيير هارمل (1911–2010)، محام، سياسي، دبلوماسي، ورئيس وزراء بلجيكا
- بوريس جونسون، ستانلي جونسون، جو جونسون، راشيل جونسون، شارلوت جونسون واهل؛ عائلة سياسية وصحفية بريطانية عاشت هناك في السبعينيات.
- فينسنت كومباني (مواليد 1986)، مدافع ومدرب، القائد السابق للمنتخب البلجيكي ومدرب حالي لفريق بايرن ميونخ
- يواكيم لافوس (مواليد 1975)، مخرج سينمائي
- بيير دي مايري (fr) (مواليد 2001)، كاتب أغاني ومغنٍ
- الأميرة ماريا أنونسياتا من ليختنشتاين (مواليد 1985)
- الأميرة ماري-أستراد من ليختنشتاين (مواليد 1987)
- الأمير وينزسلاوس من ليختنشتاين والأمير رودولف من ليختنشتاين (مواليد 1974 و1975 على التوالي)
- الملكة ماتيلدا (مواليد 1973)
- ماريان ميرشيز (مواليد 1960)، طبيبة ورائدة فضاء
- أكسل ميركس (مواليد 1972)، متسابق دراجات طرق محترف
- فيليب موريو (1939–2018)، سياسي، عضو مجلس الشيوخ، عمدة مولنبيك، وأستاذ تاريخ اقتصادي في جامعة بروكسل الحرة (ULB)
- إريك بيفيرناغي (مواليد 1939)، رسام وكاتب
- لويس بيفيرناغي (1904–1970)، رسام
- هنري بيرين (1862–1935)، مؤرخ
- أليزيه بوليتشيك (مواليد 1987)، ملكة جمال الكون بلجيكا 2008
- جوزيف رافائيل (1869–1950)، رسام انطباعي
- أكسيل ريد (فابيين ديمال) (مواليد 1968)، كاتبة أغاني ومغنية
- جورج ريمي، المعروف أيضًا باسم هيرجي (1907–1983)، مؤلف كتب مصورة، مبتكر سلسلة مغامرات تان تان
- سيبيل دي سيليس لونشام (مواليد 1941)، بارونة وأرستقراطية
- ويلي سومرز (مواليد 1952)، مغني
- أوليفييه ستريبيل (1927–2017)، نحات
- جاك تيتس (1930–2021)، عالم رياضيات
- هنري فان دي فيلدي (1863–1957)، رسام، مهندس معماري، ومصمم داخلي
- أنجيل فان لاكين، المعروفة باسم أنجيل (مواليد 1995)، كاتبة أغاني ومغنية
- الأميرة ستيفاني من ويندش غرايتز (1909–2005)، توفيت هناك.

### المدن التوأم والبلدات الشقيقة
أوكليه توأمة مع:
- نويي سور سين، فرنسا

### هوامش
1. ↑  كانت ملكيتها تنتقل تدريجيًا بين: 1) الآنسة آن ماري باولز، أرملة السيد هنري فان نيس، بشراء في 19 يوليو 1692 من ورثة غيوم ليمانز. 2) لامبرت فان دير مولين، زوج إليزابيث كوسينس، بشراء من ورثة فرانسوا أوبدن بوش في 22 نوفمبر 1718. 3) لامبرت بنوا فرانسوا فان دير مولين، ابن الأول، بعد وفاة والده. 4) الآنسة إليزابيث فان دير مولين (1720–1769)، زوجة السيد جان بابتيست فان ديفوت (1704–1776)، في 24 أكتوبر 1754. 5) فرانسوا-جوزيف فان ديفوت (1754–1795) بعد وفاة والدته في 11 ديسمبر 1769. 6) الآنسة ماري إليزابيث فان ديفوت (1752–1828)، زوجة السيد تشارلز ماري جوزيف لينيرس (1756–1822)، بشراء من شقيقها فرانسوا جوزيف فان ديفوت في 24 نوفمبر 1784، قبل عشر سنوات من نهاية النظام القديم في بلجيكا الحديثة.

## روابط خارجية
- الموقع الرسمي باللغة الفرنسية